# Пичугино (Владимирская область)
Пичугино — деревня в Меленковском районе Владимирской области России, входит в состав Даниловского сельского поселения.

## География
Деревня расположена на берегу реки Чармус в 17 км на юго-запад от центра поселения деревни Данилово и в 34 км на запад от райцентра города Меленки.

## История
В конце XIX — начале XX века деревня входила в состав Черсевской волости Меленковского уезда, с 1926 года — в составе Гусевского уезда. В 1859 году в деревне числилось 18 дворов, в 1905 году — 61 двор, в 1926 году — 109 дворов.
С 1929 года деревня являлась центром Пичугинского сельсовета в составе Меленковского района, с 1940 года — в составе Дмитриевского сельсовета, с 1975 года — в составе Южного сельсовета, с 2005 года — в составе Даниловского сельского поселения.

## Население
| 1859 | 1905 | 1926 | 2002 | 2010 | 2021 |
| ---- | ---- | ---- | ---- | ---- | ---- |
| 181  | ↗431 | ↗584 | ↘99  | ↘75  | ↘63  |